# Stufa
La stufa è un apparecchio di ghisa, ceramica, acciaio o altro materiale usato per il riscaldamento di locali. Ne esistono moltissimi modelli, nei quali vengono utilizzati vari tipi di metodologie per produrre il calore necessario.
In generale, le stufe possiedono una superficie esposta al contatto con l'aria dell'ambiente da riscaldare. Tale riscaldamento può avvenire per convezione o per irraggiamento.

## Classificazione
A seconda della metodologia utilizzata per la produzione di calore, le stufe si suddividono in:
- Stufa a combustibile solido[1]
  - Stufa a legna
  - Stufa a carbone
  - Stufa a pellet
  - Stufa a candela
  - Stufa a mais
  - Stufa a nocciolino
  - Stufa in maiolica, anche conosciuta come stufa a ole o stufa a olle
  - Stufa a fiamma inversa, chiamata anche "termostufa";
- Stufa catalitica[1]
- Stufa a combustibile liquido[1]
  - stufa a cherosene
  - stufa a petrolio
  - stufa a olio
  - stufa a bioetanolo, chiamata anche "biocamino" per via della forma[senza fonte]; utilizza bioetanolo come combustibile;
- Stufa a gas (ideata nel 1826 da James Sharp[senza fonte])
- Stufa elettrica[1]
  - Stufa a batteria

### Stufe per ambienti esterni e ambienti coperti
- Stufa a colonna per esterni, stufa ad infrarossi funzionante con il gas, utilizzata principalmente per il riscaldamento degli ambienti esterni
- Stufa a incasso a parete per esterni.

### Altri tipi di stufa
- Stufa a razzo

## Rischi
In generale, l'uso delle stufe a combustibile (solido, liquido o gassoso) è associato a un possibile rischio chimico dovuto ai prodotti della combustione che possono contenere sostanze tossiche. Ad esempio le stufe a legna possono produrre monossido di carbonio (potenzialmente letale), benzene, formaldeide, acroleina, ossidi di azoto e idrocarburi policiclici aromatici e altissime concentrazioni di particolato, oltre ad anidride carbonica (CO2), costituendo dunque un rischio per la salute e l'ambiente.

I rischi associati all'utilizzo di stufe a gas in caso di manutenzione non adeguata includono inoltre possibili fughe di gas incombusti, che possono provocare esplosioni.
L'uso di stufe elettriche può invece determinare rischi di infortuni elettrici, generalmente mortali.
Per tutte le tipologie di stufe può esserci inoltre il rischio di ustioni e di incendi, se non usate in maniera idonea. Per diminuire tale rischio, la fiamma delle stufe a combustibile si trova generalmente all'interno dell'apparecchio, isolata dall'ambiente esterno, oppure si utilizzano degli opportuni rompifiamma. Ciò non toglie che le pareti esterne della stufa o il rompifiamma possano raggiungere temperature abbastanza alte da scatenare un incendio se ad esempio poste a contatto con materiali infiammabili (ad esempio tessuti, carta o liquidi infiammabili).

## Galleria d'immagini

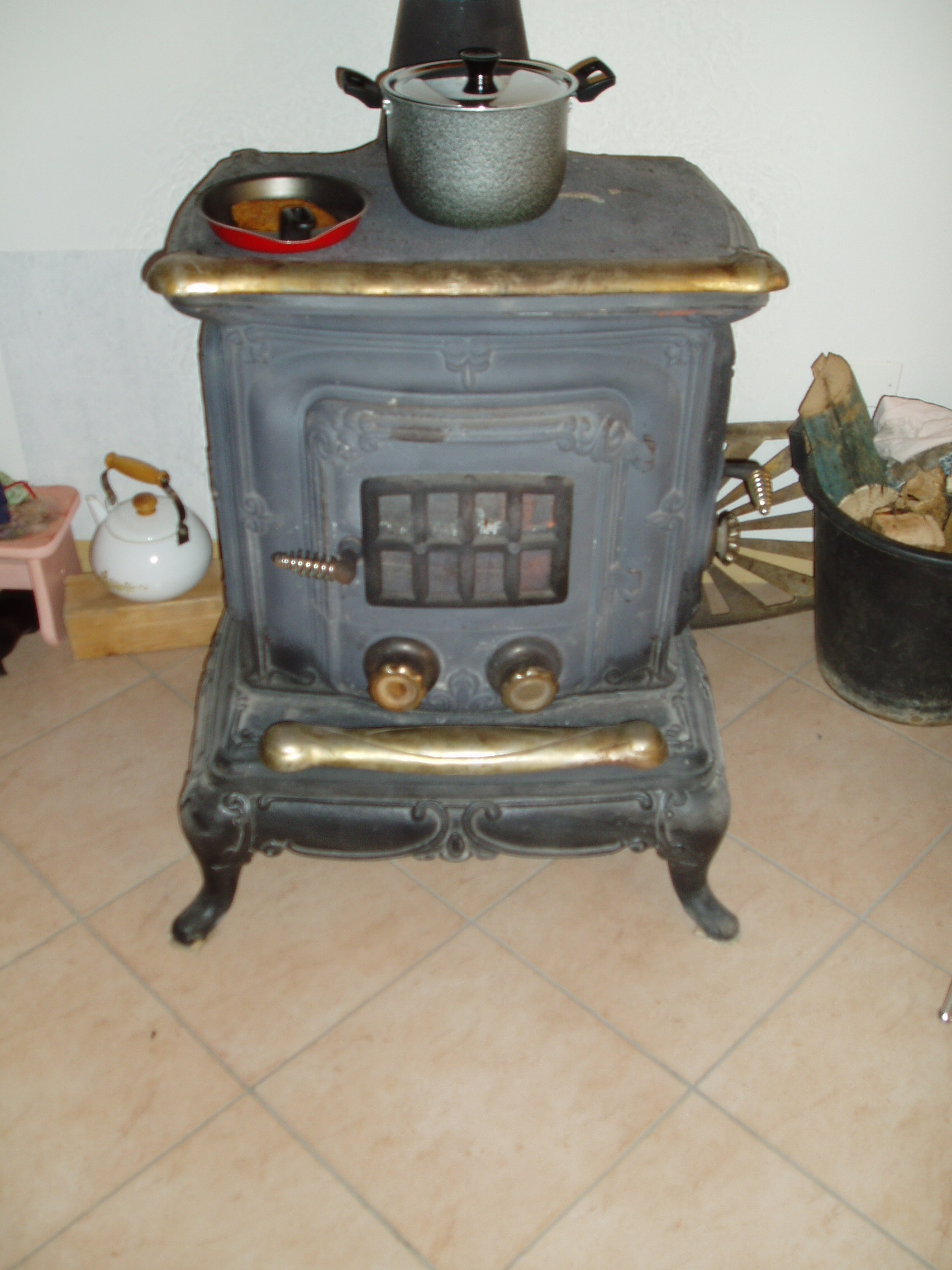
Esempio di stufa a legna
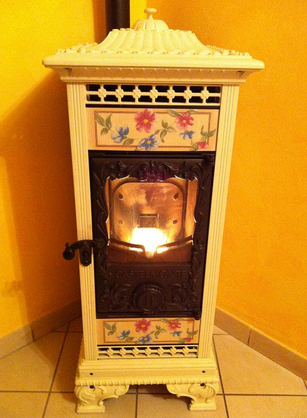
Stufa a pellet
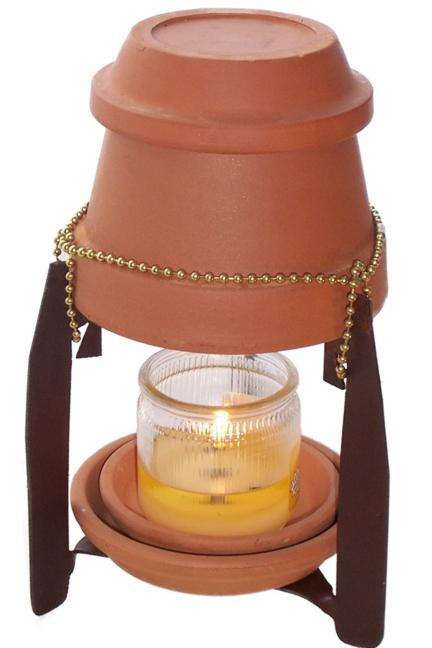
Esempio di stufa a candela
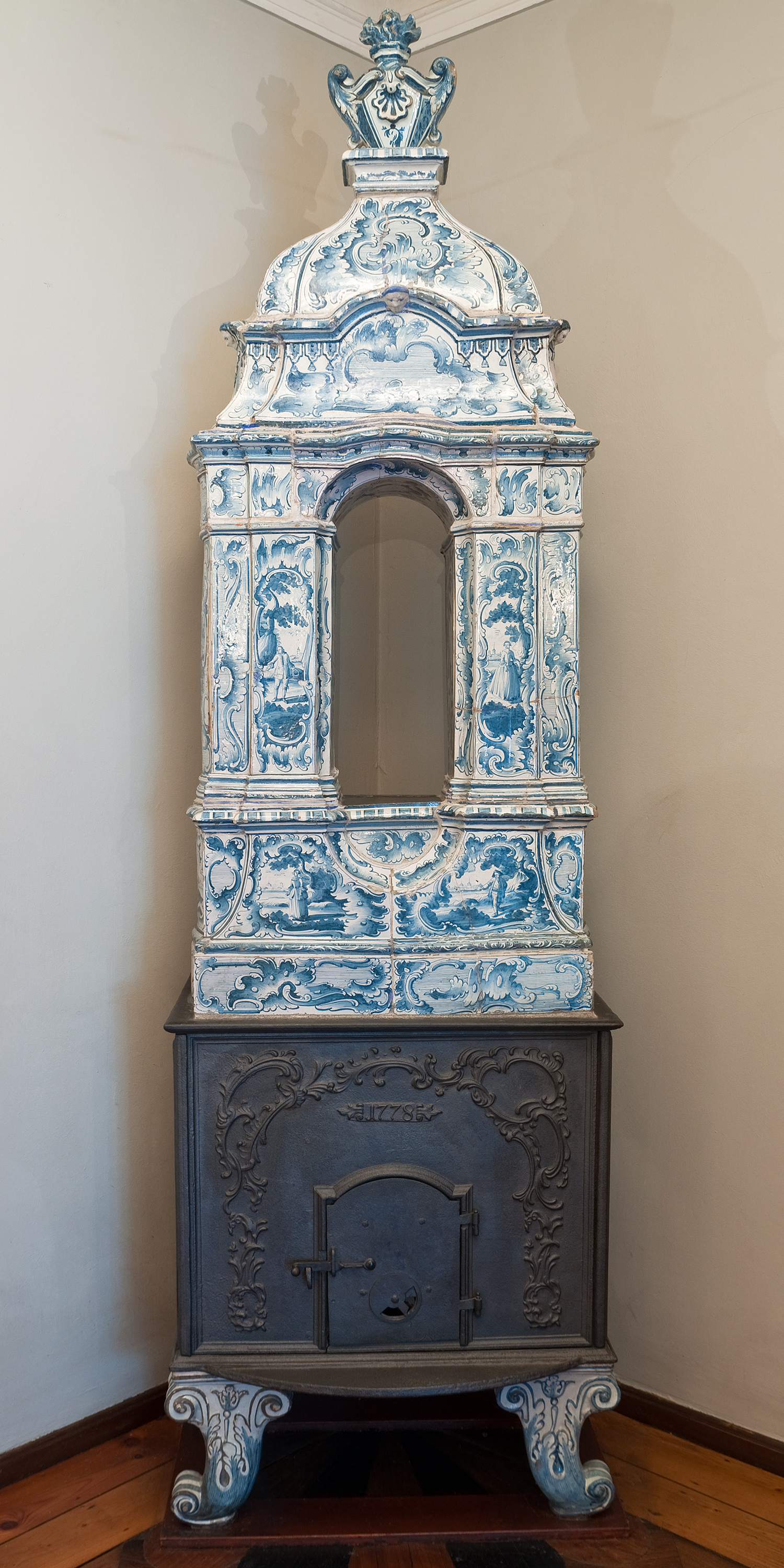
Stufa in maiolica
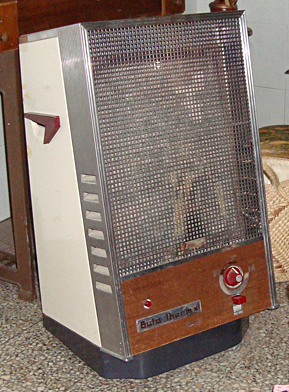
Stufa a gas del 1970
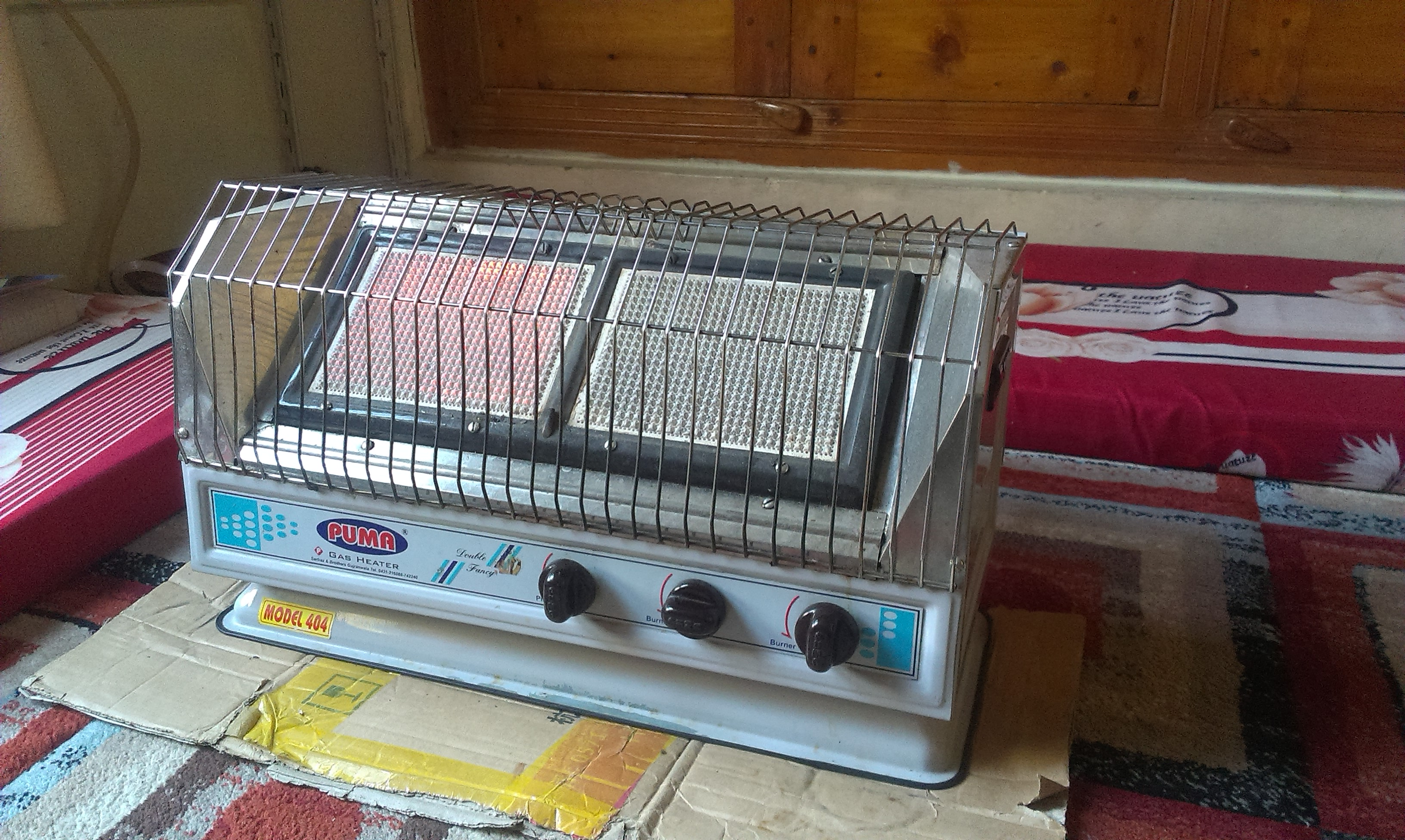
Stufa a gas del 2000
Una stufa a carbone
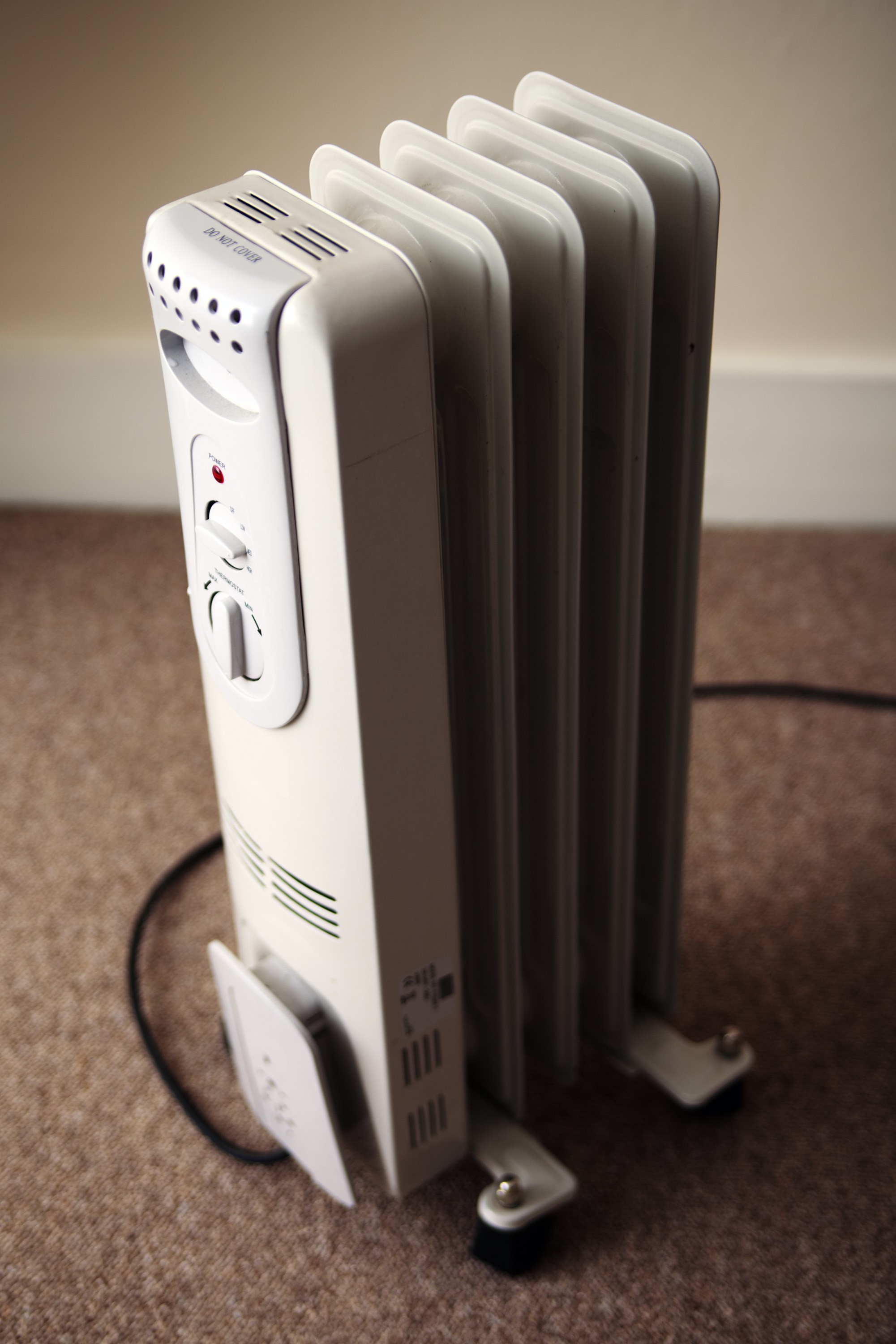
Esempio di stufa elettrica